# 나카마쓰에역
나카마쓰에역(일본어: 中松江駅, なかまつええき)은 일본 와카야마현 와카야마시에 있는 난카이 전기철도 가다 선의 역이다. 역 번호는 NK44-2이다.

## 역사
- 1912년 6월 16일: 가다 경편 철도의 개통과 동시에 영업 개시.
- 1930년 12월 22일: 회사명 변경에 의하여 가다 전기철도의 역이 됨.
- 1942년 2월 1일: 회사 합병으로 난카이 철도역이 됨.
- 1944년 6월 1일: 회사 합병으로 긴키 닛폰 철도의 역이 됨.
- 1947년 6월 1일: 노선 양도로 인하여 난카이 전기철도의 역이 됨.

## 역 구조
교환 설비를 갖춘 섬식 승강장 1면 2선의 지평역이다. 역사는 선로 남쪽의 와카야마시 역 방향에 있고 승강장은 구내 건널목에서 이어지고 있다.

### 승강장
| 1 | 가다 선(하행) | 가다 방면                                                          |
| 2 | 가다 선(상행) | 와카야마시 방면 (간사이쿠코・난바; 와카야마시(또는 기노카와) 환승) |

## 역 주변
역전에는 와카야마 시청 마쓰에 연락소가 있다. 역 북쪽으로는 지방 도로가 다니고 있어 가사이 커뮤니티 센터가 있다. 역 남쪽에는 민가들이 나란히 있다.
- 와카야마 마쓰에키타 우체국
- 와카야마 시립 가사이 중학교
- 와카야마 시립 마쓰에 초등학교

## 인접역
| 난카이 전기철도 가다 선             | 난카이 전기철도 가다 선 | 난카이 전기철도 가다 선     |
| ----------------------------------- | ----------------------- | --------------------------- |
| NK44-1 히가시마쓰에 와카야마시 방면 |                         | 하치만마에 NK44-3 가다 방면 |